# Sveriges försvarsminister
Sveriges försvarsminister, formellt statsråd och chef för Försvarsdepartementet, är ett av statsråden som utses sedan 1975 av statsministern och ingår i Sveriges regering. Försvarsministern leder Försvarsdepartementet (Fö) och ingår således i den grupp av regeringsledamöter som också är departementschefer. Departementets högsta tjänsteman och ministerns närmsta rådgivare är den politiskt tillsatta statssekreteraren. Försvarsministern en nyckelroll i utformningen och genomförandet av Sveriges försvarspolitik.
Sedan den 18 oktober 2022 är det Pål Jonson som är Sverige försvarsminister. Han efterträdde Peter Hultqvist.

## Historik
Försvarsministerämbetet inrättades 1920. Dessförinnan var ämbetet uppdelat på två statsråd som var chefer för Lantförsvarsdepartementet respektive Sjöförsvarsdepartementet och informellt benämndes krigsminister och sjöminister. Försvarsministern är den enda av regeringens ledamöter som har ett eget rangtecken att föra i fält.
Sven Andersson är den som innehaft ämbetet längst, 16 år och 162 dagar (1957–1973). Under en knapp månads tid 2002 uppehöll tidigare utrikesminister Lena Hjelm-Wallén posten som tillfällig försvarsminister. Senare på hösten samma år tillträdde Leni Björklund posten som ordinarie minister och som första kvinna. Senare har även Carin Elmsäter-Svärd (2012, tillfälligt) och Karin Enström (2012–2014, ordinarie på posten) verkat som svensk försvarsminister.

## Roll i försvarspolitiken
Sveriges försvarspolitik utformas av riksdagen genom försvarsbeslut, baserade på regeringens propositioner och underlag från Försvarsberedningen. Försvarsministern ansvarar för att ta fram försvarspolitiska propositioner och implementera besluten, samt samordna insatser mellan civila och militära myndigheter.
Ministern representerar Sverige i internationella försvarssamarbeten, inklusive EU:s stridsgrupper och NATO-partnerskap.

## Lista över Sveriges försvarsministrar

### Lantförsvarsministrar (Krigsministrar) 1840–1920
| Namn             | Namn                        | Bild | Födelse                                                      | Tillträde         | Frånträde         | Död                                                                      | Politisk tillhörighet        | Regering     | Källor |
| ---------------- | --------------------------- | ---- | ------------------------------------------------------------ | ----------------- | ----------------- | ------------------------------------------------------------------------ | ---------------------------- | ------------ | ------ |
|                  | Bror Cederström             |      | 21 september 1780 på Signhildsberg i Uppland                 | 16 maj 1840       | 7 december 1840   | 21 december 1877 i Jönköping i Småland                                   | Opolitisk                    | M. Posse I   |        |
| Törnebladh       | Bror Cederström             |      | 21 september 1780 på Signhildsberg i Uppland                 | 16 maj 1840       | 7 december 1840   | 21 december 1877 i Jönköping i Småland                                   | Opolitisk                    |              |        |
|                  | Axel Otto Mörner            |      | 8 juli 1774 i Eksjö i Småland                                | 7 december 1840   | 28 april 1843     | 20 oktober 1852 i Eksjö i Småland                                        | Opolitisk                    |              |        |
| Gyllenhaal       | Axel Otto Mörner            |      | 8 juli 1774 i Eksjö i Småland                                | 7 december 1840   | 28 april 1843     | 20 oktober 1852 i Eksjö i Småland                                        | Opolitisk                    |              |        |
|                  | Carl Lovisin                |      | 1772                                                         | 28 april 1843     | 18 maj 1844       | 1847                                                                     | Opolitisk                    |              |        |
|                  | Gustaf Peyron den äldre     |      | 17 juli 1783 i Sankt Petersburg i Ryssland                   | 18 maj 1844       | 10 april 1848     | 29 februari 1852                                                         | Opolitisk                    |              |        |
| Nordenfalk       | Gustaf Peyron den äldre     |      | 17 juli 1783 i Sankt Petersburg i Ryssland                   | 18 maj 1844       | 10 april 1848     | 29 februari 1852                                                         | Opolitisk                    |              |        |
| M. Posse II      | Gustaf Peyron den äldre     |      | 17 juli 1783 i Sankt Petersburg i Ryssland                   | 18 maj 1844       | 10 april 1848     | 29 februari 1852                                                         | Opolitisk                    |              |        |
|                  | Carl Ludvig von Hohenhausen |      | 2 oktober 1787 på Sveaborg i Helsingfors i Nyland            | 10 april 1848     | 11 juni 1853      | 7 april 1866 i Stockholm                                                 | Opolitisk                    | Sparre       |        |
|                  | Nils Gyldenstolpe           |      | 23 januari 1799 i Stockholm                                  | 11 juni 1853      | 24 september 1858 | 26 maj 1864 i Stockholm                                                  | Opolitisk                    | Sparre       |        |
| Günther          | Nils Gyldenstolpe           |      | 23 januari 1799 i Stockholm                                  | 11 juni 1853      | 24 september 1858 | 26 maj 1864 i Stockholm                                                  | Opolitisk                    |              |        |
| De Geer d.ä. I   | Nils Gyldenstolpe           |      | 23 januari 1799 i Stockholm                                  | 11 juni 1853      | 24 september 1858 | 26 maj 1864 i Stockholm                                                  | Opolitisk                    |              |        |
|                  | Magnus Björnstjerna         |      | 28 januari 1805 i Arby utanför Kalmar i Småland              | 24 september 1858 | 28 mars 1862      | 20 mars 1898 i Stockholm                                                 | Opolitisk                    |              |        |
|                  | Alexander Reuterskiöld      |      | 3 december 1804 på Ludvika bruk i Ludvika i Dalarna          | 28 mars 1862      | 5 juli 1867       | 26 december 1891 i Stockholm                                             | Opolitisk                    |              |        |
|                  | Gustaf Rudolf Abelin        |      | 17 maj 1819 i Linköping i Östergötland                       | 5 juli 1867       | 5 december 1871   | 19 september 1903 i Björnsnäs i Östergötland                             | Opolitisk                    |              |        |
| Adlercreutz      | Gustaf Rudolf Abelin        |      | 17 maj 1819 i Linköping i Östergötland                       | 5 juli 1867       | 5 december 1871   | 19 september 1903 i Björnsnäs i Östergötland                             | Opolitisk                    |              |        |
|                  | Oscar Weidenhielm           |      | 1 januari 1816 i Oskarshamn i Småland                        | 5 december 1871   | 11 september 1877 | 20 augusti 1884 i Stockholm                                              | Opolitisk                    |              |        |
| Carleson         | Oscar Weidenhielm           |      | 1 januari 1816 i Oskarshamn i Småland                        | 5 december 1871   | 11 september 1877 | 20 augusti 1884 i Stockholm                                              | Opolitisk                    |              |        |
| De Geer d.ä. II  | Oscar Weidenhielm           |      | 1 januari 1816 i Oskarshamn i Småland                        | 5 december 1871   | 11 september 1877 | 20 augusti 1884 i Stockholm                                              | Opolitisk                    |              |        |
| De Geer d.ä. III | Oscar Weidenhielm           |      | 1 januari 1816 i Oskarshamn i Småland                        | 5 december 1871   | 11 september 1877 | 20 augusti 1884 i Stockholm                                              | Opolitisk                    |              |        |
|                  | Henrik Rosensvärd           |      | 13 oktober 1816 på den svenska kolonin Saint-Barthélemy      | 11 september 1877 | 19 april 1880     | 13 november 1890                                                         | Opolitisk                    |              |        |
|                  | Otto Taube                  |      | 27 november 1832 i Norrköping i Östergötland                 | 19 april 1880     | 16 juni 1882      | 11 januari 1906                                                          | Opolitisk                    | Posse        |        |
|                  | Axel Ryding                 |      | 28 augusti 1831 i Västra Tunhem i Vänersborg i Västergötland | 16 juni 1882      | 4 oktober 1887    | 7 februari 1897 i Skövde i Västergötland                                 | Opolitisk                    | Posse        |        |
| Thyselius        | Axel Ryding                 |      | 28 augusti 1831 i Västra Tunhem i Vänersborg i Västergötland | 16 juni 1882      | 4 oktober 1887    | 7 februari 1897 i Skövde i Västergötland                                 | Opolitisk                    |              |        |
| Themptander      | Axel Ryding                 |      | 28 augusti 1831 i Västra Tunhem i Vänersborg i Västergötland | 16 juni 1882      | 4 oktober 1887    | 7 februari 1897 i Skövde i Västergötland                                 | Opolitisk                    |              |        |
|                  | Gustaf Peyron den yngre     |      | 5 januari 1828 i Nyköping i Södermanland                     | 4 oktober 1887    | 6 februari 1888   | 2 mars 1915 i Helsingborg i Skåne                                        | Opolitisk                    |              |        |
|                  | Hjalmar Palmstierna         |      | 31 mars 1836 i Stockholm                                     | 6 februari 1888   | 22 juni 1892      | 21 februari 1909 i Stockholm                                             | Opolitisk                    | G. Bildt     |        |
| Åkerhielm        | Hjalmar Palmstierna         |      | 31 mars 1836 i Stockholm                                     | 6 februari 1888   | 22 juni 1892      | 21 februari 1909 i Stockholm                                             | Opolitisk                    |              |        |
| Boström I        | Hjalmar Palmstierna         |      | 31 mars 1836 i Stockholm                                     | 6 februari 1888   | 22 juni 1892      | 21 februari 1909 i Stockholm                                             | Opolitisk                    |              |        |
|                  | Axel Rappe                  |      | 2 oktober 1838 i Arby socken utanför Kalmar i Småland        | 22 juni 1892      | 27 oktober 1899   | 18 december 1918 i Stockholm                                             | Opolitisk                    |              |        |
|                  | Jesper Crusebjörn           |      | 12 juli 1843 i Grödinge socken i Botkyrka i Södermanland     | 27 oktober 1899   | 27 juli 1903      | 24 juni 1904 i Umeå i Västerbotten                                       | Opolitisk                    |              |        |
| von Otter        | Jesper Crusebjörn           |      | 12 juli 1843 i Grödinge socken i Botkyrka i Södermanland     | 27 oktober 1899   | 27 juli 1903      | 24 juni 1904 i Umeå i Västerbotten                                       | Opolitisk                    |              |        |
| Boström II       | Jesper Crusebjörn           |      | 12 juli 1843 i Grödinge socken i Botkyrka i Södermanland     | 27 oktober 1899   | 27 juli 1903      | 24 juni 1904 i Umeå i Västerbotten                                       | Opolitisk                    |              |        |
|                  | Otto Virgin                 |      | 21 februari 1852 i Stockholm                                 | 27 juli 1903      | 2 augusti 1905    | 26 januari 1922 i Stockholm                                              | Opolitisk                    |              |        |
| Ramstedt         | Otto Virgin                 |      | 21 februari 1852 i Stockholm                                 | 27 juli 1903      | 2 augusti 1905    | 26 januari 1922 i Stockholm                                              | Opolitisk                    |              |        |
|                  | Lars Tingsten               |      | 13 juni 1857 i Ingatorp i Eksjö i Småland                    | 2 augusti 1905    | 4 december 1907   | 10 september 1937 i Stockholm                                            | Opolitisk                    | Lundeberg    |        |
| Staaff I         | Lars Tingsten               |      | 13 juni 1857 i Ingatorp i Eksjö i Småland                    | 2 augusti 1905    | 4 december 1907   | 10 september 1937 i Stockholm                                            | Opolitisk                    |              |        |
| Lindman I        | Lars Tingsten               |      | 13 juni 1857 i Ingatorp i Eksjö i Småland                    | 2 augusti 1905    | 4 december 1907   | 10 september 1937 i Stockholm                                            | Opolitisk                    |              |        |
|                  | Arvid Lindman               |      | 19 september 1862 i Films socken i Östhammar i Uppland       | 4 december 1907   | 30 december 1907  | 9 december 1936 på flygplatsen Croydon Airport i London i Storbritannien | Allmänna valmansförbundet    |              |        |
|                  | Olof Malm                   |      | 3 januari 1851 i Kvillinge i Norrköping i Östergötland       | 30 december 1907  | 7 oktober 1911    | 18 februari 1939 i Stockholm                                             | Allmänna valmansförbundet    |              |        |
|                  | David Bergström             |      | 5 november 1858 i Brunneby socken i Motala i Östergötland    | 7 oktober 1911    | 17 februari 1914  | 3 februari 1946                                                          | Oberoende liberal            | Staaff II    |        |
|                  | Hjalmar Hammarskjöld        |      | 4 februari 1862 i Tuna i Vimmerby i Småland                  | 17 februari 1914  | 15 augusti 1914   | 12 oktober 1953 i Stockholm                                              | Oberoende konservativ        | Hammarskjöld |        |
|                  | Emil Mörcke                 |      | 12 juni 1861 i Öglunda socken i Skara i Västergötland        | 15 augusti 1914   | 30 mars 1917      | 12 oktober 1951                                                          | Opolitisk                    | Hammarskjöld |        |
|                  | Joachim Åkerman             |      | 31 oktober 1868 i Falun i Dalarna                            | 30 mars 1917      | 19 oktober 1917   | 23 mars 1958                                                             | Lantmanna- och borgarpartiet | Swartz       |        |
|                  | Erik Nilson                 |      | 13 februari 1862 i Sköllersta i Hallsberg i Närke            | 19 oktober 1917   | 10 mars 1920      | 17 september 1925 i Stockholm                                            | Liberala samlingspartiet     | Edén         |        |
|                  | Per Albin Hansson           |      | 28 oktober 1885 i Malmö i Skåne                              | 10 mars 1920      | 1 juli 1920       |                                                                          | Socialdemokraterna           | Branting I   |        |
| Namn             | Namn                        | Bild | Födelse                                                      | Tillträde         | Frånträde         | Död                                                                      | Politisk tillhörighet        | Regering     | Källor |

### Sjöförsvarsministrar (Sjöministrar) 1840–1920
| Namn             | Namn                      | Bild | Födelse                                                   | Tillträde        | Frånträde        | Död                                                                      | Politisk tillhörighet      | Regering     | Källor |
| ---------------- | ------------------------- | ---- | --------------------------------------------------------- | ---------------- | ---------------- | ------------------------------------------------------------------------ | -------------------------- | ------------ | ------ |
|                  | Johan Lagerbielke         |      | 18 juli 1778 i Stockholm                                  | 16 maj 1840      | 22 juni 1844     | 12 juni 1856 i Stockholm                                                 | Opolitisk                  | M. Posse I   |        |
| Törnebladh       | Johan Lagerbielke         |      | 18 juli 1778 i Stockholm                                  | 16 maj 1840      | 22 juni 1844     | 12 juni 1856 i Stockholm                                                 | Opolitisk                  |              |        |
| Gyllenhaal       | Johan Lagerbielke         |      | 18 juli 1778 i Stockholm                                  | 16 maj 1840      | 22 juni 1844     | 12 juni 1856 i Stockholm                                                 | Opolitisk                  |              |        |
|                  | Carl August Gyllengranat  |      | 7 augusti 1787 på Sveaborg i Helsingfors i Nyland         | 20 juni 1844     | 10 april 1848    | 22 maj 1864 i Paris i Frankrike                                          | Opolitisk                  |              |        |
| Nordenfalk       | Carl August Gyllengranat  |      | 7 augusti 1787 på Sveaborg i Helsingfors i Nyland         | 20 juni 1844     | 10 april 1848    | 22 maj 1864 i Paris i Frankrike                                          | Opolitisk                  |              |        |
| M. Posse II      | Carl August Gyllengranat  |      | 7 augusti 1787 på Sveaborg i Helsingfors i Nyland         | 20 juni 1844     | 10 april 1848    | 22 maj 1864 i Paris i Frankrike                                          | Opolitisk                  |              |        |
|                  | Johan Fredric Ehrenstam   |      | 30 december 1800 i Stockholm                              | 10 april 1848    | 27 april 1849    | 2 maj 1849 i Stockholm                                                   | Opolitisk                  | Sparre       |        |
|                  | Baltzar von Platen        |      | 16 april 1804 i Vänersnäs i Vänersborg i Västergötland    | 27 april 1849    | 8 april 1852     |                                                                          | Opolitisk                  | Sparre       |        |
|                  | Carl Ulner                |      | 24 november 1796 i Karlskrona i Blekinge                  | 8 april 1852     | 30 december 1857 | 9 september 1859 i Stockholm                                             | Opolitisk                  | Sparre       |        |
| Günther          | Carl Ulner                |      | 24 november 1796 i Karlskrona i Blekinge                  | 8 april 1852     | 30 december 1857 | 9 september 1859 i Stockholm                                             | Opolitisk                  |              |        |
|                  | Carl Magnus Ehnemark      |      | 4 mars 1803 i Karlshamn i Blekinge                        | 30 december 1857 | 12 juni 1862     | 18 januari 1874 i Nättraby i Karlskrona i Blekinge                       | Opolitisk                  |              |        |
| De Geer d.ä. I   | Carl Magnus Ehnemark      |      | 4 mars 1803 i Karlshamn i Blekinge                        | 30 december 1857 | 12 juni 1862     | 18 januari 1874 i Nättraby i Karlskrona i Blekinge                       | Opolitisk                  |              |        |
|                  | Baltzar von Platen        |      |                                                           | 12 juni 1862     | 4 juni 1868      | 20 mars 1875 i Stockholm                                                 | Opolitisk                  |              |        |
|                  | Magnus Thulstrup          |      | 12 januari 1805 i Landskrona i Skåne                      | 4 juni 1868      | 14 januari 1870  | 29 juli 1881 i Stockholm                                                 | Opolitisk                  |              |        |
|                  | Abraham Leijonhufvud      |      | 31 mars 1823 i Örebro i Närke                             | 14 januari 1870  | 23 december 1874 | 31 augusti 1911 i Lidingö i Uppland                                      | Opolitisk                  |              |        |
| Adlercreutz      | Abraham Leijonhufvud      |      | 31 mars 1823 i Örebro i Närke                             | 14 januari 1870  | 23 december 1874 | 31 augusti 1911 i Lidingö i Uppland                                      | Opolitisk                  |              |        |
| Carleson         | Abraham Leijonhufvud      |      | 31 mars 1823 i Örebro i Närke                             | 14 januari 1870  | 23 december 1874 | 31 augusti 1911 i Lidingö i Uppland                                      | Opolitisk                  |              |        |
|                  | Fredrik von Otter         |      | 11 april 1833 i Fägred i Västergötland                    | 23 december 1874 | 19 april 1880    | 9 mars 1910 i Karlskrona i Blekinge                                      | Opolitisk                  |              |        |
| De Geer d.ä. II  | Fredrik von Otter         |      | 11 april 1833 i Fägred i Västergötland                    | 23 december 1874 | 19 april 1880    | 9 mars 1910 i Karlskrona i Blekinge                                      | Opolitisk                  |              |        |
| De Geer d.ä. III | Fredrik von Otter         |      | 11 april 1833 i Fägred i Västergötland                    | 23 december 1874 | 19 april 1880    | 9 mars 1910 i Karlskrona i Blekinge                                      | Opolitisk                  |              |        |
|                  | Carl Gustaf von Otter     |      | 17 augusti 1827 i Fägred i Västergötland                  | 19 april 1880    | 16 december 1892 | 24 februari 1900                                                         | Opolitisk                  | Posse        |        |
| Thyselius        | Carl Gustaf von Otter     |      | 17 augusti 1827 i Fägred i Västergötland                  | 19 april 1880    | 16 december 1892 | 24 februari 1900                                                         | Opolitisk                  |              |        |
| Themptander      | Carl Gustaf von Otter     |      | 17 augusti 1827 i Fägred i Västergötland                  | 19 april 1880    | 16 december 1892 | 24 februari 1900                                                         | Opolitisk                  |              |        |
| G. Bildt         | Carl Gustaf von Otter     |      | 17 augusti 1827 i Fägred i Västergötland                  | 19 april 1880    | 16 december 1892 | 24 februari 1900                                                         | Opolitisk                  |              |        |
| Åkerhielm        | Carl Gustaf von Otter     |      | 17 augusti 1827 i Fägred i Västergötland                  | 19 april 1880    | 16 december 1892 | 24 februari 1900                                                         | Opolitisk                  |              |        |
| Boström I        | Carl Gustaf von Otter     |      | 17 augusti 1827 i Fägred i Västergötland                  | 19 april 1880    | 16 december 1892 | 24 februari 1900                                                         | Opolitisk                  |              |        |
|                  | Jarl Christerson          |      | 2 oktober 1833 i Karlskrona i Blekinge                    | 16 december 1892 | 21 oktober 1898  | 7 november 1922 i Mariefred i Södermanland                               | Opolitisk                  |              |        |
|                  | Gerhard Dyrssen           |      | 18 februari 1854 i Fänneslunda i Västergötland            | 31 oktober 1898  | 31 maj 1901      | 3 april 1938 i Stockholm                                                 | Opolitisk                  |              |        |
| von Otter        | Gerhard Dyrssen           |      | 18 februari 1854 i Fänneslunda i Västergötland            | 31 oktober 1898  | 31 maj 1901      | 3 april 1938 i Stockholm                                                 | Opolitisk                  |              |        |
|                  | Louis Palander            |      | 2 oktober 1842 i Karlskrona i Blekinge                    | 31 maj 1901      | 2 augusti 1905   | 7 augusti 1920 i Djursholm i Danderyd i Uppland                          | Opolitisk                  |              |        |
| Boström II       | Louis Palander            |      | 2 oktober 1842 i Karlskrona i Blekinge                    | 31 maj 1901      | 2 augusti 1905   | 7 augusti 1920 i Djursholm i Danderyd i Uppland                          | Opolitisk                  |              |        |
| Ramstedt         | Louis Palander            |      | 2 oktober 1842 i Karlskrona i Blekinge                    | 31 maj 1901      | 2 augusti 1905   | 7 augusti 1920 i Djursholm i Danderyd i Uppland                          | Opolitisk                  |              |        |
|                  | Arvid Lindman             |      | 19 september 1862 i Films socken i Östhammar i Uppland    | 2 augusti 1905   | 7 november 1905  | 9 december 1936 på flygplatsen Croydon Airport i London i Storbritannien | Allmänna valmansförbundet  | Lundeberg    |        |
|                  | Ludvig Sidner             |      | 16 mars 1851 i Härnösand i Ångermanland                   | 7 november 1905  | 29 maj 1906      | 31 juli 1917 i Djursholm i Danderyd i Uppland                            | Frisinnade landsföreningen | Staaff I     |        |
|                  | Wilhelm Dyrssen           |      | 28 mars 1858 i Hagelbergs socken i Skövde i Västergötland | 29 maj 1906      | 4 december 1907  | 14 juli 1929 i Stockholm                                                 | Allmänna valmansförbundet  | Lindman I    |        |
|                  | Carl August Ehrensvärd    |      | 16 september 1858 på Tosterups slott i Tomelilla i Skåne  | 4 december 1907  | 26 juni 1910     | 16 februari 1944                                                         | Allmänna valmansförbundet  | Lindman I    |        |
|                  | Henning von Krusenstierna |      | 1862 i Uddevalla i Bohuslän                               | 26 juni 1910     | 7 oktober 1911   | 30 oktober 1933 i Stockholm                                              | Allmänna valmansförbundet  | Lindman I    |        |
|                  | Jacob Larsson             |      | 17 maj 1851 i Lund i Skåne                                | 7 oktober 1911   | 17 februari 1914 | 10 oktober 1940 i Lidingö i Uppland                                      | Liberala samlingspartiet   | Staaff II    |        |
|                  | Dan Broström              |      | 1 februari 1870 i Kristinehamn i Värmland                 | 17 februari 1914 | 30 mars 1917     | 24 juli 1925 i Trönninge utanför Halmstad i Halland                      | Oberoende liberal          | Hammarskjöld |        |
|                  | Hans Ericson              |      | 16 februari 1868 i Stockholm                              | 30 mars 1917     | 19 oktober 1917  | 12 oktober 1945                                                          | Högerpartiet               | Swartz       |        |
|                  | Erik Palmstierna          |      | 10 november 1877 i Stockholm                              | 19 oktober 1917  | 10 mars 1920     | 22 oktober 1959 i Florens i Italien                                      | Socialdemokraterna         | Edén         |        |
|                  | Bernhard Eriksson         |      | 19 april 1878 i Sunnansjö i Ludvika i Dalarna             | 10 mars 1920     | 1 juli 1920      | 18 april 1952                                                            | Socialdemokraterna         | Branting I   |        |
| Namn             | Namn                      | Bild | Födelse                                                   | Tillträde        | Frånträde        | Död                                                                      | Politisk tillhörighet      | Regering     | Källor |

### Försvarsministrar 1920–
| Namn         | Namn                     | Bild | Födelse                                                  | Tillträde         | Frånträde         | Död                                                     | Politisk tillhörighet      | Regering                                | Källor |
| ------------ | ------------------------ | ---- | -------------------------------------------------------- | ----------------- | ----------------- | ------------------------------------------------------- | -------------------------- | --------------------------------------- | ------ |
|              | Per Albin Hansson        |      |                                                          | 1 juli 1920       | 27 oktober 1920   |                                                         | Socialdemokraterna         | Branting I                              |        |
|              | Carl Gustaf Hammarskjöld |      | 22 april 1865 i Tuna i Kalmar län i Småland              | 27 oktober 1920   | 6 juni 1921       | 27 februari 1940 i Stockholm                            | Allmänna valmansförbundet  | De Geer d.y.                            |        |
| von Sydow    | Carl Gustaf Hammarskjöld |      | 22 april 1865 i Tuna i Kalmar län i Småland              | 27 oktober 1920   | 6 juni 1921       | 27 februari 1940 i Stockholm                            | Allmänna valmansförbundet  |                                         |        |
|              | Otto Lybeck              |      | 19 februari 1871 i Stockholm                             | 6 juni 1921       | 13 oktober 1921   | 21 april 1947 i Stockholm                               | Opolitisk                  |                                         |        |
|              | Per Albin Hansson        |      |                                                          | 13 oktober 1921   | 19 april 1923     |                                                         | Socialdemokraterna         | Branting II                             |        |
|              | Carl Malmroth            |      | 16 november 1874 i Mellan-Grevie i Vellinge i Skåne      | 19 april 1923     | 18 oktober 1924   | 1 januari 1934                                          | Opolitisk                  | Trygger                                 |        |
|              | Per Albin Hansson        |      |                                                          | 18 oktober 1924   | 7 juni 1926       | 6 oktober 1946 i Stockholm                              | Socialdemokraterna         | Branting III                            |        |
| Sandler      | Per Albin Hansson        |      |                                                          | 18 oktober 1924   | 7 juni 1926       | 6 oktober 1946 i Stockholm                              | Socialdemokraterna         |                                         |        |
|              | Gustav Rosén             |      | 2 april 1876 i Sävsjö i Småland                          | 7 juni 1926       | 2 oktober 1928    | 10 december 1942 i Umeå i Västerbotten                  | Frisinnade landsföreningen | Ekman I                                 |        |
|              | Harald Malmberg          |      | 26 oktober 1879 i Tryserum i Valdemarsvik i Östergötland | 2 oktober 1928    | 7 juni 1930       | 2 januari 1948                                          | Allmänna valmansförbundet  | Lindman II                              |        |
|              | Carl Gustaf Ekman        |      | 6 oktober 1872 i Munktorp i Köping i Västmanland         | 7 juni 1930       | 19 juni 1931      | 15 juni 1945 i Stockholm                                | Frisinnade folkpartiet     | Ekman II                                |        |
|              | Anton Rundqvist          |      | 29 december 1885 i Algutsboda i Emmaboda i Småland       | 19 juni 1931      | 24 september 1932 | 15 december 1973                                        | Opolitisk                  | Ekman II                                |        |
| Hamrin       | Anton Rundqvist          |      | 29 december 1885 i Algutsboda i Emmaboda i Småland       | 19 juni 1931      | 24 september 1932 | 15 december 1973                                        | Opolitisk                  |                                         |        |
|              | Ivar Vennerström         |      | 9 november 1881                                          | 24 september 1932 | 19 juni 1936      | 13 juni 1945                                            | Socialdemokraterna         | Hansson I                               |        |
|              | Janne Nilsson            |      | 17 maj 1882 i Hörby i Skåne                              | 19 juni 1936      | 9 december 1938   | 9 december 1938                                         | Bondeförbundet             | Pehrsson-Bramstorp                      |        |
| Hansson II   | Janne Nilsson            |      | 17 maj 1882 i Hörby i Skåne                              | 19 juni 1936      | 9 december 1938   | 9 december 1938                                         | Bondeförbundet             |                                         |        |
|              | Per Edvin Sköld          |      | 25 maj 1891 i Svedala i Skåne                            | 16 december 1938  | 31 juli 1945      | 13 september 1972 i Höör i Skåne                        | Socialdemokraterna         |                                         |        |
| Hansson III  | Per Edvin Sköld          |      | 25 maj 1891 i Svedala i Skåne                            | 16 december 1938  | 31 juli 1945      | 13 september 1972 i Höör i Skåne                        | Socialdemokraterna         |                                         |        |
|              | Allan Vougt              |      | 28 april 1895 i Stockholm                                | 31 juli 1945      | 1 oktober 1951    | 24 januari 1953 i Malmö i Skåne                         | Socialdemokraterna         | Hansson IV                              |        |
| Erlander I   | Allan Vougt              |      | 28 april 1895 i Stockholm                                | 31 juli 1945      | 1 oktober 1951    | 24 januari 1953 i Malmö i Skåne                         | Socialdemokraterna         |                                         |        |
|              | Torsten Nilsson          |      | 1 april 1905 i Nevishög i Staffanstorp i Skåne           | 1 oktober 1951    | 22 mars 1957      | 14 december 1997 i Stockholm                            | Socialdemokraterna         | Erlander II                             |        |
|              | Sven Andersson           |      | 5 april 1910 i Göteborg                                  | 22 mars 1957      | 31 oktober 1973   | 21 september 1987 i Stockholm                           | Socialdemokraterna         | Erlander II                             |        |
| Erlander III | Sven Andersson           |      | 5 april 1910 i Göteborg                                  | 22 mars 1957      | 31 oktober 1973   | 21 september 1987 i Stockholm                           | Socialdemokraterna         |                                         |        |
| Palme I      | Sven Andersson           |      | 5 april 1910 i Göteborg                                  | 22 mars 1957      | 31 oktober 1973   | 21 september 1987 i Stockholm                           | Socialdemokraterna         |                                         |        |
|              | Eric Holmqvist           |      | 2 februari 1917 i Svalöv i Skåne                         | 31 oktober 1973   | 8 oktober 1976    | 5 juni 2009                                             | Socialdemokraterna         |                                         |        |
|              | Eric Krönmark            |      | 2 juni 1931 i Södra Vi i Vimmerby i Småland              | 8 oktober 1976    | 18 oktober 1978   | 12 januari 2024 i Södra Vi                              | Moderaterna                | Fälldin I                               |        |
|              | Lars De Geer             |      | 3 september 1922 i Grangärde i Ludvika i Dalarna         | 18 oktober 1978   | 12 oktober 1979   | 20 mars 2002 i Lesjöfors i Filipstads kommun i Värmland | Folkpartiet                | Ullsten                                 |        |
|              | Eric Krönmark            |      |                                                          | 12 oktober 1979   | 22 maj 1981       | 12 januari 2024 i Södra Vi                              | Moderaterna                | Fälldin II                              |        |
|              | Torsten Gustafsson       |      | 22 februari 1920 i Loftahammar i Västervik i Småland     | 22 maj 1981       | 8 oktober 1982    | 14 januari 1994 i Stenkyrka på Gotland                  | Centerpartiet              | Fälldin III                             |        |
|              | Börje Andersson          |      | 26 juni 1930 i Stora Tuna i Dalarna                      | 8 oktober 1982    | 1 december 1982   | 19 april 1994 i Stora Tuna                              | Socialdemokraterna         | Palme II                                |        |
|              | Curt Boström             |      | 31 december 1926 i Piteå i Norrbotten                    | 1 december 1982   | 17 januari 1983   | 3 mars 2014                                             | Socialdemokraterna         | Palme II                                |        |
|              | Anders Thunborg          |      | 9 juni 1934 i Enskede i Stockholm                        | 17 januari 1983   | 14 oktober 1985   | 20 december 2004                                        | Socialdemokraterna         | Palme II                                |        |
|              | Roine Carlsson           |      | 10 december 1937 i Hallstavik i Uppland                  | 14 oktober 1985   | 4 oktober 1991    | 25 augusti 2020                                         | Socialdemokraterna         | Palme II                                |        |
| Carlsson I   | Roine Carlsson           |      | 10 december 1937 i Hallstavik i Uppland                  | 14 oktober 1985   | 4 oktober 1991    | 25 augusti 2020                                         | Socialdemokraterna         |                                         |        |
| Carlsson II  | Roine Carlsson           |      | 10 december 1937 i Hallstavik i Uppland                  | 14 oktober 1985   | 4 oktober 1991    | 25 augusti 2020                                         | Socialdemokraterna         |                                         |        |
|              | Anders Björck            |      | 19 september 1944 i Nässjö i Småland                     | 3 oktober 1991    | 2 oktober 1994    |                                                         | Moderaterna                | C. Bildt                                |        |
|              | Thage G. Peterson        |      | 24 september 1933 i Bergs socken i Växjö i Småland       | 6 oktober 1994    | 31 januari 1997   |                                                         | Socialdemokraterna         | Carlsson III                            |        |
| Persson      | Thage G. Peterson        |      | 24 september 1933 i Bergs socken i Växjö i Småland       | 6 oktober 1994    | 31 januari 1997   |                                                         | Socialdemokraterna         |                                         |        |
|              | Björn von Sydow          |      | 26 november 1945 i Solna församling i Uppland            | 1 februari 1997   | 30 september 2002 |                                                         | Socialdemokraterna         |                                         |        |
|              | Lena Hjelm-Wallén        |      | 14 januari 1943 i Sala i Västmanland                     | 30 september 2002 | 21 oktober 2002   |                                                         | Socialdemokraterna         |                                         |        |
|              | Pär Nuder                |      | 27 februari 1963 i Täby i Uppland                        | 21 oktober 2002   | 3 november 2002   |                                                         | Socialdemokraterna         |                                         |        |
|              | Leni Björklund           |      | 5 juli 1944 i Enskede i Stockholm                        | 4 november 2002   | 6 oktober 2006    |                                                         | Socialdemokraterna         |                                         |        |
|              | Mikael Odenberg          |      | 14 december 1953 i Stockholm                             | 6 oktober 2006    | 5 september 2007  |                                                         | Moderaterna                | Reinfeldt                               |        |
|              | Sten Tolgfors            |      | 17 juli 1966 i Forshaga i Värmland                       | 5 september 2007  | 29 mars 2012      |                                                         | Moderaterna                | Reinfeldt                               |        |
|              | Catharina Elmsäter-Svärd |      | 23 november 1965 i Södertälje i Södermanland             | 29 mars 2012      | 18 april 2012     |                                                         | Moderaterna                | Reinfeldt                               |        |
|              | Karin Enström            |      | 23 mars 1966 i Uppsala i Uppland                         | 18 april 2012     | 3 oktober 2014    |                                                         | Moderaterna                | Reinfeldt                               |        |
|              | Peter Hultqvist          |      | 31 december 1958 i Stora Tuna i Dalarna                  | 3 oktober 2014    | 18 oktober 2022   |                                                         | Socialdemokraterna         | Löfven I Löfven II Löfven III Andersson |        |
|              | Pål Jonson               |      | 30 maj 1972 i Älgå församling i Värmland                 | 18 oktober 2022   |                   |                                                         | Moderaterna                | Kristersson                             |        |
| Namn         | Namn                     | Bild | Födelse                                                  | Tillträde         | Frånträde         | Död                                                     | Politisk tillhörighet      | Regering                                | Källor |

#### Lista över övriga statsråd vid Försvarsdepartementet
| Namn | Namn              | Bild | Födelse                               | Tillträde       | Frånträde | Titel                       | Politisk tillhörighet | Regering    | Källor |
| ---- | ----------------- | ---- | ------------------------------------- | --------------- | --------- | --------------------------- | --------------------- | ----------- | ------ |
|      | Carl-Oskar Bohlin |      | 8 januari 1986 i Stora Tuna i Dalarna | 18 oktober 2022 | nuvarande | Minister för civilt försvar | Moderaterna           | Kristersson |        |